# Barracouta Ridge
Barracouta Ridge är en bergstopp i Antarktis. Den ligger i Västantarktis. Nya Zeeland gör anspråk på området. Toppen på Barracouta Ridge är 2 154 meter över havet.
Terrängen runt Barracouta Ridge är bergig åt sydväst, men åt nordost är den kuperad. Trakten är obefolkad. Det finns inga samhällen i närheten.